# ミキストリ
ミキストリ (miquiztli) は、アステカの暦日法における6番目の日である。

## アステカにおけるミキストリ
アステカの暦には365日周期の物、260日周期の物、584日周期の物の3種類があった。このうち260日の暦法であるトナルポワリでは、13の数字（トレセーナ）と20の暦日名（センポワリ）を組み合わせて260日を表現した。ミキストリはこのセンポワリの6番目にあたる日であり、「死」を意味する。
センポワリの20日はそれぞれ方位・守護神・吉凶が定められている。ミキストリの場合は方位は北、守護神は月の神テクシステカトルないしはメツトリ (Metztli) であり、吉凶は凶である。
トナルポワリの初日にあたる「1のシパクトリ」から数えて26日目となる「13のミキストリ」は、死の神と関連付けられた。同様に66日目となる「1のミキストリ」は食料の神としてのテスカトリポカと、226日目となる「5のミキストリ」は太陽神トナティウないし花の王子ショチピリと関連付けられた。
コデックス（絵文章）において、ミキストリは骸骨、あるいは頭蓋骨の絵文字で表現されている。頭蓋骨の絵文字には穴が描かれていることがあるが、これはミキストリの絵文字がツォンパントリと呼ばれる台に並べるために穴を開けた頭蓋骨を描いたものであることによる。

## ギャラリー

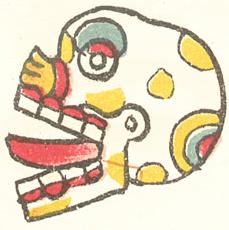
ミキストリを示す絵文字。
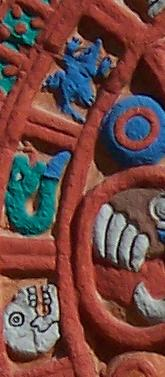
太陽の石の着色されたレプリカの一部。左下にミキストリが描かれている。
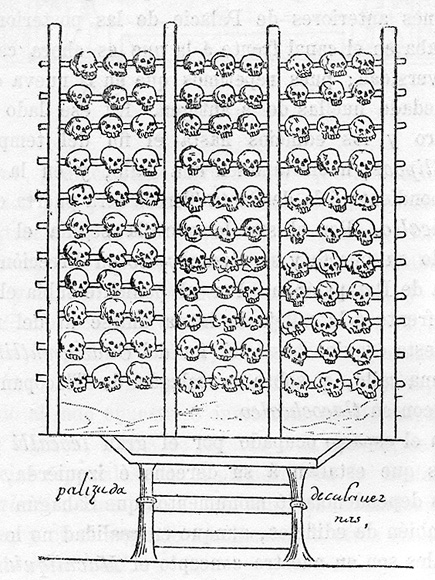
ツォンパントリ（頭蓋骨の棚） 捕虜や生贄の頭蓋骨に穴を開けて棒を通し、陳列して公開するための物。